# Liste der Biografien/Bore
Liste der Biografien |
Portal Biografien |
Personensuche
# |
A |
B |
C |
D |
E |
F |
G |
H |
I |
J |
K |
L |
M |
N |
O |
P |
Q |
R |
S |
T |
U |
V |
W |
X |
Y |
Z |
?
 
Ba |
Be |
Bd |
Bg |
Bh |
Bi |
Bj |
Bl |
Bm |
Bn |
Bo |
Br |
Bs |
Bu |
Bw |
By |
Bz
 
Boa–Boc |
Bod |
Boe |
Bof |
Bog |
Boh |
Boi–Bok |
Bol |
Bom |
Bon |
Boo |
Bop |
Boq |
Bor |
Bos |
Bot |
Bou |
Bov–Boz
 
Bora |
Borb |
Borc |
Bord |
Bore |
Borg |
Borh |
Bori |
Borj |
Bork |
Borl |
Borm |
Born |
Boro |
Borq |
Borr |
Bors |
Bort |
Boru |
Borv |
Borw |
Bory |
Borz
Die Liste der Biografien führt alle Personen auf, die in der deutschsprachigen Wikipedia einen Artikel haben. Dieses ist eine Teilliste mit 124 Einträgen von Personen, deren Namen mit den Buchstaben „Bore“ beginnt.

## Bore

### Borea
- Boreaden-Maler, Hauptmeister der lakonischen Vasenmalerei
- Boréal, Georges (1890–1959), französischer Autorennfahrer
- Boreanaz, David (* 1969), US-amerikanischer SchauspielerDavid Boreanaz (* 1969)

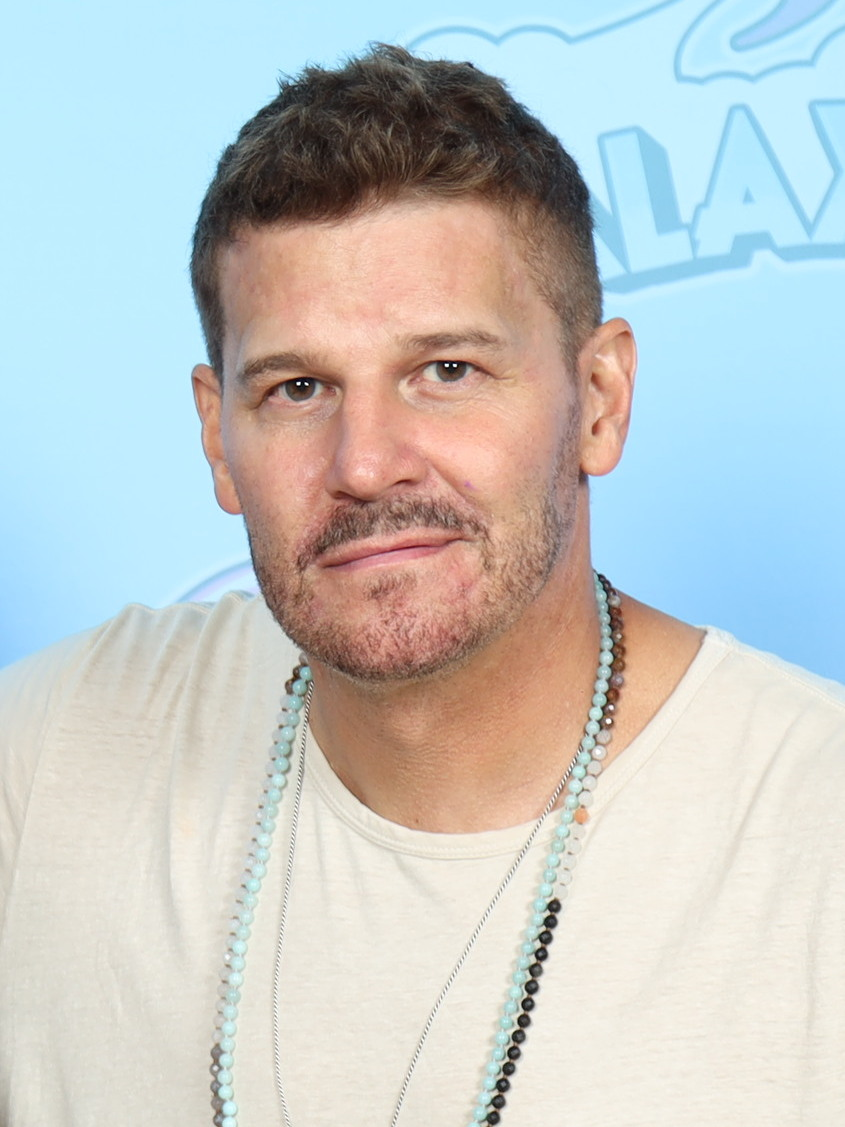
David Boreanaz (* 1969)

### Borec
- Borec, Tomáš (* 1967), slowakischer Politiker
- Borecká, Martina (* 1991), tschechische Tennisspielerin
- Borecki, Hiob († 1631), orthodoxer Metropolit von Kiew
- Borecky, Isidore (1911–2003), ukrainischer griechisch-katholischer Geistlicher, Bischof von Toronto
- Borecký, Vladimír (1941–2009), tschechischer Philosoph und Psychologe

### Boree
- Borée, Albert (1864–1910), deutscher Theaterschauspieler, -regisseur und Komiker
- Borée, Karl Friedrich (1886–1964), deutscher Schriftsteller
- Borée, Minna (1846–1890), deutsche Opernsängerin (Alt)
- Boreel, Jacob (1630–1697), holländischer Aristokrat, Diplomat und Staatsmann
- Boreel, Willem (1591–1668), niederländischer Politiker, Diplomat und Advokat

### Boreh
- Boreham, Craig, australischer Filmregisseur und Drehbuchautor
- Boreham, Puakena (* 1970), tuvaluische Politikerin

### Borei
- Boreika, Romualdas (* 1955), litauischer Jurist
- Boreikienė, Violeta (* 1960), litauische Politikerin (Seimas)
- Boreiko, Andrei Wiktorowitsch (* 1957), russischer Dirigent
- Boreiko, Walentin Wassiljewitsch (* 1933), sowjetischer Ruderer und Rudertrainer
- Borein, Edward (1872–1945), amerikanischer Radierer und Maler
- Boreing, Vincent (1839–1903), US-amerikanischer Politiker
- Boreischa, Pjotr Antonowitsch (1835–1904), russischer Verkehrsingenieur und Unternehmer

### Borek
- Borek, Jaromír (1928–1997), österreichischer Schauspieler
- Borek, Kasia (* 1984), deutsche Schauspielerin
- Borek, Krzysztof, polnischer Komponist
- Borek, Mateusz (* 1973), polnischer Fußballkommentator und Sportjournalist
- Borek, Richard (1874–1947), Briefmarkenhändler, Drucker, Kaufmann und Verleger
- Borek, Tomáš (* 1986), tschechischer Fußballspieler
- Borek, Vera (* 1940), österreichische Schauspielerin
- Borekambi, Bill (* 1992), deutscher Basketballspieler

### Borel
- Borel de Bitche, Henri (1893–1953), belgischer Diplomat
- Borel d’Hauterive, André (1812–1896), französischer Schriftsteller und Bibliothekar
- Borel d’Hauterive, Joseph-Pierre (1809–1859), französischer Schriftsteller
- Borel, Alfred (1902–1997), Schweizer Politiker (FDP)
- Borel, Antoine (1885–1968), Schweizer Politiker (LPS)
- Borel, Armand (1923–2003), Schweizer Mathematiker
- Borel, Cleopatra (* 1979), Kugelstoßerin aus Trinidad und Tobago
- Borel, Daniel (* 1950), Schweizer Manager
- Borel, Émile (1871–1956), französischer Mathematiker und PolitikerÉmile Borel (1871–1956)

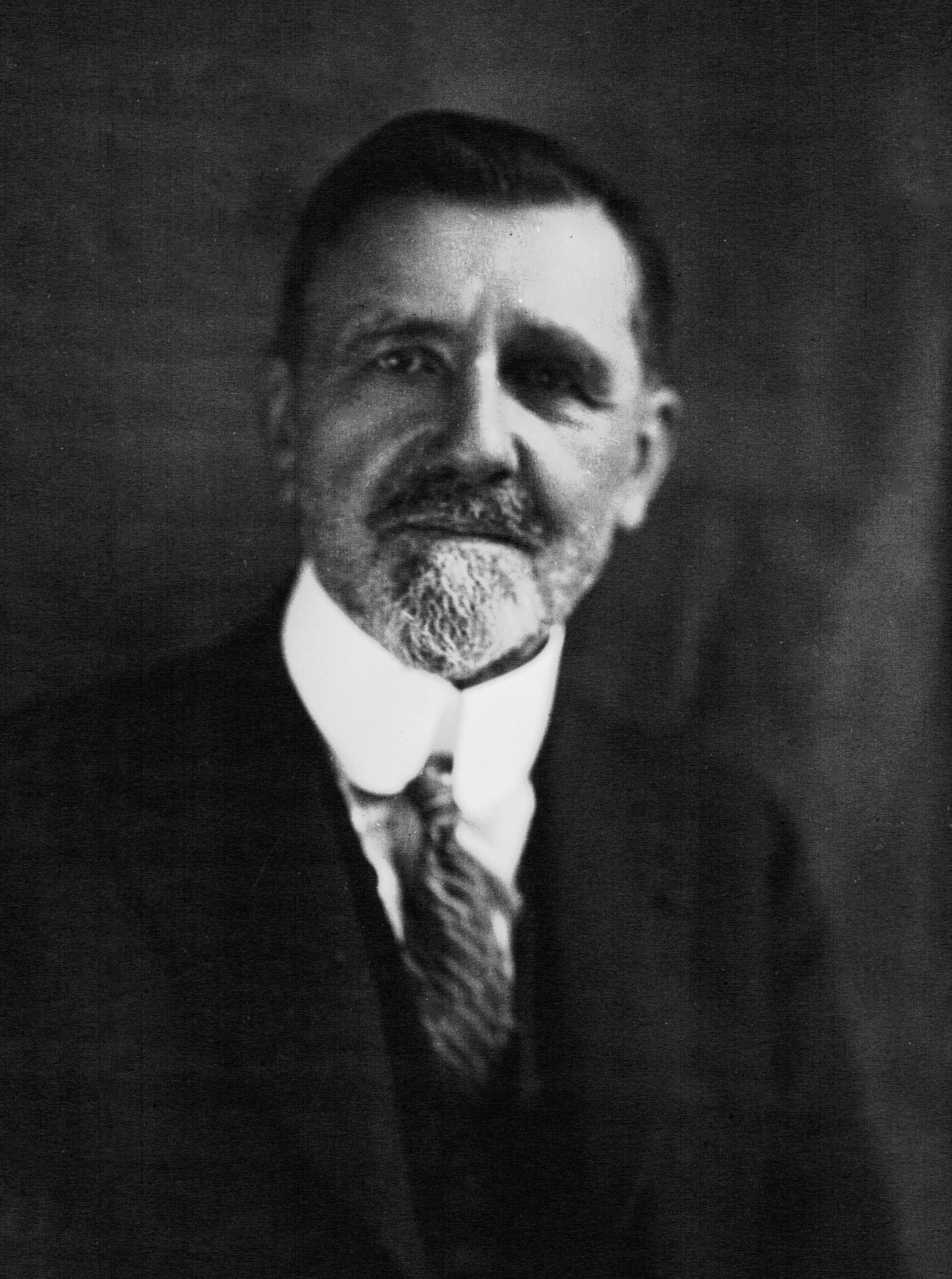
Émile Borel (1871–1956)

- Borel, Erhard (1793–1861), Schweizer Politiker und Unternehmer
- Borel, Eugène (1835–1892), Schweizer Politiker
- Borel, Felice (1914–1993), italienischer Fußballspieler und Fußballtrainer
- Borel, François (1842–1924), Schweizer Ingenieur
- Borel, François (* 1948), Schweizer Politiker (SP)
- Borel, Henri (1869–1933), niederländischer Schriftsteller und Journalist
- Borel, Jacques (1925–2002), französischer Schriftsteller und Journalist
- Borel, Jacques (1959–1980), französischer Fußballspieler
- Borel, Jean (1684–1747), deutscher Mediziner und Hochschullehrer
- Borel, Jean (1868–1946), Schweizer Esperantist, Journalist, Autor, Übersetzer und Verleger
- Borel, Jean-François (1933–2025), belgischer Mikrobiologe
- Borel, Jean-Louis (1819–1884), französischer General und Kriegsminister
- Borel, Maurice (1860–1926), Schweizer Kartograf
- Borel, Olivier (* 1954), französischer Fußballspieler
- Borel, Pascal (* 1978), deutscher Fußballtorwart
- Borel, Philipp Jacob (1715–1760), deutscher Mediziner und Hochschullehrer
- Borel, Pierre († 1671), französischer Mediziner, Botaniker und Chemiker und Leibarzt von Ludwig XIV
- Borel, Pierre (* 1987), französischer Holzbläser und Komponist
- Borel, Yannick (* 1988), französischer Degenfechter
- Borel-Clerc, Charles (1879–1959), französischer Komponist
- Borelius, Jacques (1859–1921), schwedischer Mediziner, Professor der Chirurgie an der Universität Lund
- Borelius, Maria (* 1960), schwedische Journalistin, Unternehmerin, Autorin und Politikerin, Mitglied des Riksdag
- Borell, Alexander (1913–1998), deutscher Autor zahlreicher Unterhaltungs- und Fortsetzungsromane sowie Drehbuchautor
- Borell, Wilmut (1922–1997), deutscher Schauspieler und Synchronsprecher
- Borell-Seidel, Brigitte, deutsche Klassische Archäologin
- Borella, Achille (1845–1922), Schweizer Politiker (liberal-radikale Partei)
- Borella, Achille (1908–1988), Schweizer Jurist und Politiker
- Borella, Andrea (* 1961), italienischer Fechtsportler und Goldmedaillen-Gewinner bei Olympischen Spielen
- Borella, Benedetto (1899–1975), italienischer Ruderer
- Borelli Vranski, Manfred (1836–1914), österreichisch-kroatischer Politiker
- Borelli, Fabrizio (* 1951), italienischer Kameramann und Filmregisseur
- Borelli, Florencia (* 1992), argentinische Langstreckenläuferin
- Borelli, Franco, italienischer Schauspieler
- Borelli, Giovanni Alfonso (1608–1679), italienischer Physiker und Astronom
- Borelli, Jake (* 1991), US-amerikanischer Schauspieler
- Borelli, Lyda (1884–1959), italienische Theater- und Filmschauspielerin
- Borelli, Mariana (* 1992), argentinische Mittelstreckenläuferin
- Borelli, Rosario (1927–2001), italienischer Schauspieler
- Borelli, Siegfried (1924–2021), deutscher Dermatologe und Hochschullehrer
- Borello, José (1929–2013), argentinischer Fußballspieler
- Borelly, Jean-Claude (* 1953), französischer Trompeter
- Borelly, Wolfgang (1906–1989), deutscher Bauingenieur und Oberbaudirektor

### Borem
- Boreman, Arthur I. (1823–1896), US-amerikanischer Politiker
- Boreman, Herbert Stephenson (1897–1982), US-amerikanischer Jurist und Politiker

### Boren
- Boren, Brynn (* 1991), US-amerikanische Tennisspielerin
- Boren, Dan (* 1973), amerikanischer Politiker
- Boren, David L. (1941–2025), US-amerikanischer Politiker
- Boren, Lamar (1917–1986), US-amerikanischer Unterwasser-Kameramann
- Boren, Lyle (1909–1992), US-amerikanischer Politiker
- Borenitsch, Thomas (* 1980), österreichischer Fußballspieler
- Borenović, Ilija (* 1982), serbischer Fußballspieler
- Borenstein, David, US-amerikanischer FilmemacherDavid Borenstein

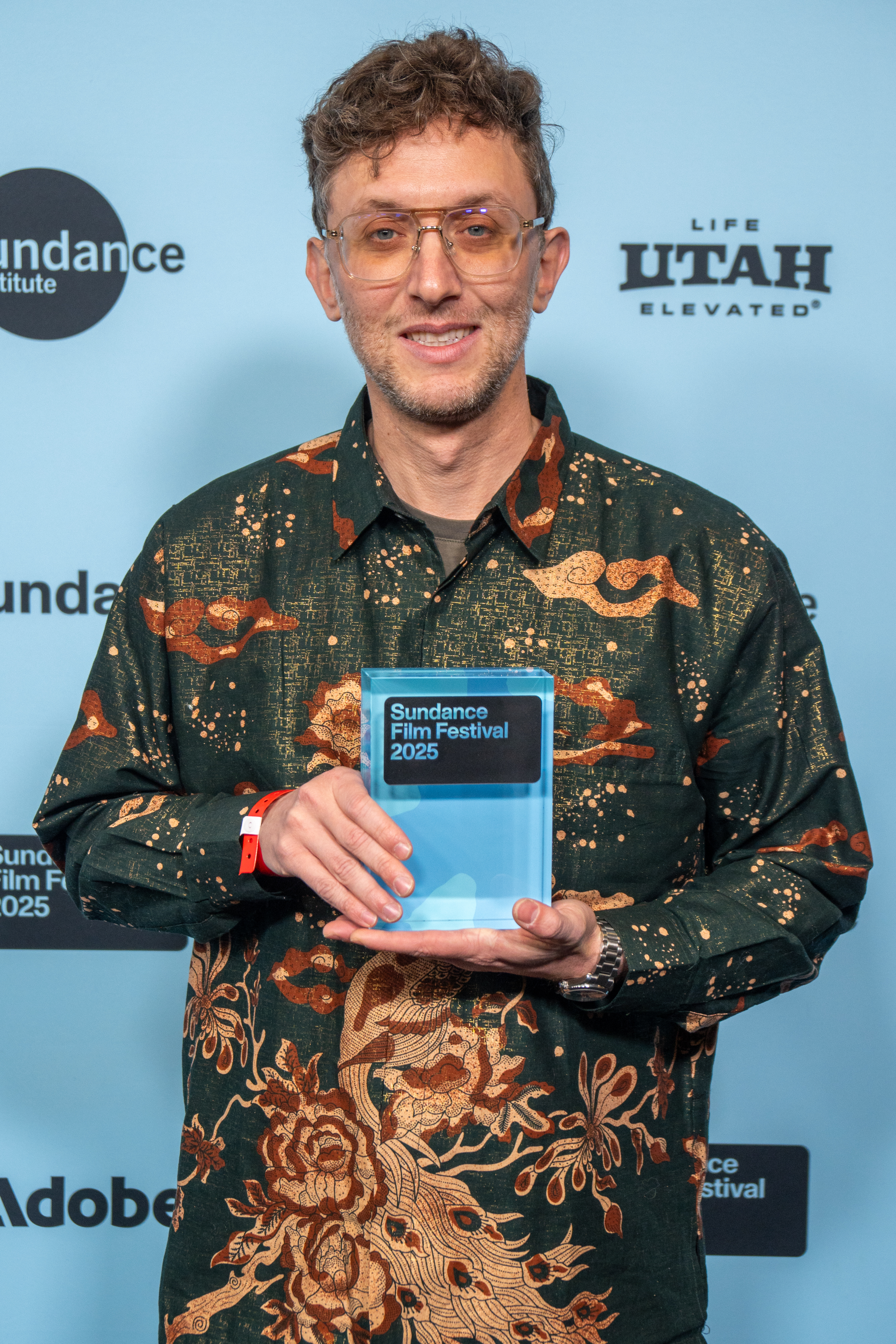
David Borenstein

### Boreo
- Boreo, Emile (1885–1951), US-amerikanischer Schauspieler in Theater und Film

### Borer
- Borer, Albert (1875–1922), Schweizer Industrieller
- Borer, Albert (1910–2004), Schweizer Werbegrafiker und Reklamefotograf
- Borer, Carlo (* 1961), Schweizer Designer und Künstler
- Borer, Casey (* 1985), US-amerikanischer Eishockeyspieler
- Borer, Eva Maria (1905–1987), deutsche Journalistin
- Borer, Fabrice (* 1971), Schweizer Fussballtorhüter
- Borer, Hans (1924–2002), Schweizer Bildhauer
- Borer, Johannes (* 1949), Schweizer Cartoonist
- Borer, Philippe (1955–2023), Schweizer Violinist, Musikwissenschaftler und Lehrer
- Borer, Roland (* 1951), Schweizer Politiker (SVP)
- Borer, Thomas (* 1957), Schweizer Unternehmensberater und ehemaliger DiplomatThomas Borer (* 1957)

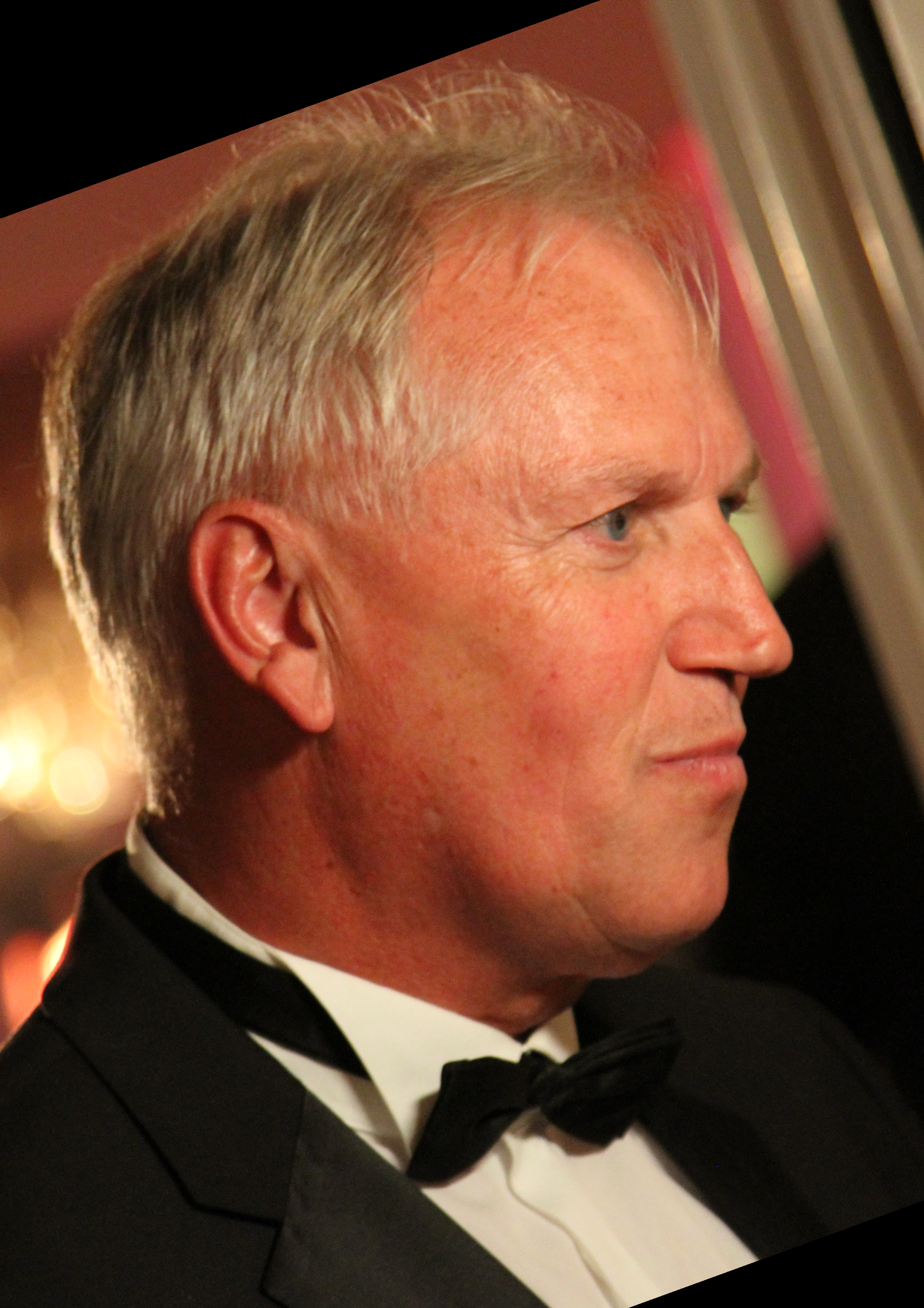
Thomas Borer (* 1957)

- Borer, Walter (1913–2003), Schweizer Fotograf
- Borer-Mathys, Barbara (* 1983), Schweizer Rechtsanwältin und Politikerin (SVP)

### Bores
- Boresch II. von Riesenburg († 1277), tschechischer Adliger und Politiker
- Boresch III. von Ossegg und Riesenburg, böhmischer Adliger
- Boresch IV. von Riesenburg, böhmischer Adliger aus dem Geschlecht Riesenburg
- Boresch IX. von Riesenburg der Jüngere († 1403), böhmischer Adliger
- Boresch V. von Riesenburg und Petschau († 1385), böhmischer Adeliger und politischer Berater des Kaisers Karl IV
- Boresch VII. von Riesenburg der Ältere, böhmischer Adliger
- Boresch, Hans (1890–1944), deutscher Maler und Kupferstecher
- Boreskow, Georgi Konstantinowitsch (1907–1984), russischer Chemiker

### Boret
- Boret, Long (1933–1975), kambodschanischer Schriftsteller und Politiker
- Boretius, Alfred (1836–1900), deutscher Historiker, Politiker (NLP) und MdR
- Boretti, Giovanni Antonio († 1672), italienischer Opernsänger und Komponist
- Boretti, Ronald (* 1972), deutsch-italienischer Fußballtrainer
- Boretz, Benjamin (* 1934), US-amerikanischer Komponist und Musikpädagoge, -theoretiker und -kritiker
- Boretzky, Norbert (* 1935), deutscher Linguist

### Boreu
- Boreux, Marc (* 1932), luxemburgischer Fußballspieler

### Borew
- Borewitsch, Senon Iwanowitsch (1922–1995), russischer Mathematiker

### Borey
- Borey, Khim (* 1989), kambodschanischer Fußballspieler und -trainer

### Borez
- Borezkaja, Marfa, Frau von Issaak Borezki
- Borezki, Alexander Borissowitsch (1911–1982), russischer Architekt